# Karl Shapiro
Karl Jay Shapiro (Baltimora, 10 novembre 1913 – New York, 14 maggio 2000) è stato un poeta statunitense, vincitore del Premio Pulitzer per la poesia nel 1945.